# Serkan Çalık
Serkan Çalık (* 15. März 1986 in Dinslaken) ist ein türkisch-deutscher Fußballspieler. Er spielt im Sturm.

## Karriere

### Im Verein
In seiner Jugend spielte Çalık bei MSV Duisburg und Borussia Mönchengladbach, ehe er 2004 zu Rot-Weiss Essen wechselte. 2006 stieg er mit Rot-Weiss Essen in die 2. Bundesliga auf. Zur Saison 2007/08 wechselte er zusammen mit Barış Özbek von Essen zum türkischen Traditionsverein Galatasaray Istanbul. Sein erstes Tor für Galatasaray schoss Çalık am 12. November 2007 im Ligaspiel gegen Gençlerbirliği Ankara.
In der Winterpause 2009/10 wechselte Serkan zu Gençlerbirliği Ankara.
Im Juli 2011 wurde er wegen des Verdachts auf Spielmanipulation verhaftet. Bei Gençlerbirliği wurde er vom Trainer Thomas Doll und dessen Nachfolger Ralf Zumdick regelmäßig aufgestellt. In der ersten Hälfte der Saison 2011/12 wurde er vom neuen Trainer Fuat Çapa nicht mehr bevorzugt und kam lediglich auf nur einen Spieleinsatz. Infolgedessen wurde zur Winterpause sein laufender Vertrag nach einem klärenden Gespräch mit Trainer und Klubführung mit gegenseitigen Einvernehmen aufgelöst.
Er wechselte anschließend zum türkischen Zweitligisten Kayseri Erciyesspor. Zum Saisonende verließ er Erciyesspor und wechselte zum Ligakonkurrenten Şanlıurfaspor. Bereits zur Winterpause verließ er diesen Verein und wechselte zur Rückrunde zu Samsunspor.
Im Sommer 2014 wechselte Çalık eine Liga tiefer zu Yeni Malatyaspor. Mit diesem Verein erreichte er am 34. und letzten Spieltag der Saison 2014/15 die Meisterschaft und damit den Aufstieg in die TFF 1. Lig. Nach diesem Erfolg wechselte er zur folgenden Spielzeit zum Istanbuler Drittligisten Sarıyer SK. Für die Saison 2016/17 unterzeichnete er einen Vertrag beim Drittligisten Kırklarelispor. In der Winterpause wechselte Çalık erneut den Verein und ging zu Menemen Belediyespor.
Nach zwölf Jahren kehrte Çalık zurück nach Deutschland und spielt für BV Osterfeld.

### Nationalmannschaft
Für die deutsche U21-Nationalmannschaft absolvierte Çalık fünf Spiele und schoss dabei ein Tor. Im Januar 2008 entschied sich Çalık allerdings, für die türkische Nationalmannschaft zu spielen, wo er sich bessere Perspektiven für Spieleinsätze erhoffte.

## Erfolge
Mit Galatasaray Istanbul
- Türkischer Meister: 2007/08
- Türkischer Supercupsieger: 2007/08

Mit Yeni Malatyaspor
- Meister der TFF 2. Lig und Aufstieg in die TFF 1. Lig: 2014/15